# بلاد الغريب (شبام)
'

تعديل مصدري - تعديل

بلاد الغريب هي إحدى قرى عزلة شبام بمديرية شبام التابعة لمحافظة حضرموت، بلغ تعداد سكانها 159 نسمة حسب تعداد اليمن لعام 2004.